# Federal Deposit Insurance Corporation

Symbol FDIC

Federal Deposit Insurance Corporation (FDIC) je korporace vlády Spojených států amerických, která byla zřízena 16. června 1933 vládním výnosem Glass-Steagall Act of 1933. Sídlí ve Washingtonu, D. C. a má něco přes 4 tisíce zaměstnanců.

## Funkce FDIC
FDIC zajišťuje pojištění vkladů, které zaručuje bezpečné vklady svým členským bankám, aktuálně do výše 250 000 USD na vkladatele a banku. Vklady u bezúročných účtech jsou pojištěny zcela, pod současným programem Transaction Account Guarantee Program.

### Maximální výše krytí
Výše krytí vkladů se postupně zvyšovala v průběhu času.
- 1935 - 5000 USD
- 1950 - 10 000 USD
- 1966 - 15 000 USD
- 1969 - 20 000 USD
- 1974 - 40 000 USD
- 1980 - 100 000 USD
- 2008 - 250 000 USD

Zákon Dodd–Frank Wall Street Reform and Consumer Protection Act (P.L.111-203), ze dne 21. července 2010, ustanovil maximální částku krytí $250,000 jako permanentní.

### Předmět pojištění
Pojištění FDIC se vztahuje na:
- kreditní účty
- debetní účty
- spořicí účty
- termínované vklady
- šeky, úrokové šeky a jiné směnky vedené v rámci členských bank

Pojištění se nevztahuje na:
- akcie
- dluhopisy
- reciproké fondy
- peněžní fondy
- investice kryté americkou vládou
- obsah bezpečnostních skříněk
- ztráty způsobené krádeží nebo defraudací
- účetní chyby
- samotné produkty, na které bylo vydáno pojištění

Pojištěné vklady jsou kryty „plnou vírou a kreditem Spojených států“.

## Vznik FDIC
Vznik FDIC byl důsledek, který měl příčinu ve Velké hospodářské krizi. Na jejím konci ustanovil Kongres Spojených států amerických FDIC coby instituci pro záruku vkladů, uložených v obchodních bankách. Inspirací mu byl Pojišťovací fond vkladatelů (Depositors Insurance Fund, DIF) státu Massachusetts (Commonwealth of Massachusetts).